# National Society of Film Critics Award/Bester Hauptdarsteller

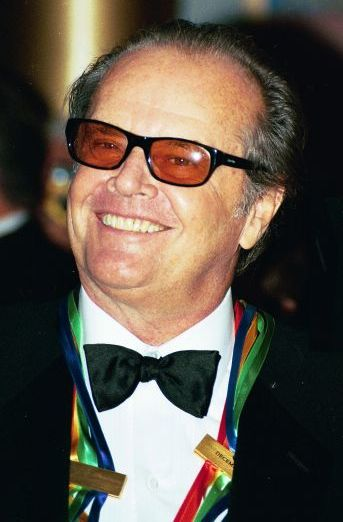
Dreimal als ausgezeichnet: der US-Amerikaner Jack Nicholson

Gewinner des Preises der National Society of Film Critics in der Kategorie Bester Hauptdarsteller (Best Actor). Die Auszeichnungen werden alljährlich Anfang Januar für die besten Filmproduktionen und Filmschaffenden des zurückliegenden Kalenderjahres präsentiert. 1975 und 1977 fanden jeweils zwei Preisverleihungen im Januar und Dezember statt, woraufhin der National Society of Film Critics Award im Jahr 1976 und 1978 nicht vergeben wurde.
Am erfolgreichsten in dieser Kategorie waren der US-Amerikaner Jack Nicholson und der britisch-irische Schauspieler Daniel Day-Lewis, die den Preis bisher jeweils dreimal gewinnen konnten. 15-mal gelang es der Filmkritikervereinigung, vorab den Oscar-Gewinner zu präsentieren, zuletzt im Jahr 2017 geschehen mit dem Sieg von Casey Affleck (Manchester by the Sea).
Bei der letzten Preisvergabe im Jahr 2022 gewann der japanische Schauspieler Hidetoshi Nishijima (Drive My Car, 63 Punkte) vor Benedict Cumberbatch (The Power of the Dog, 44 Punkte) und Simon Rex (Red Rocket, 30 Punkte).
| Jahr | Preisträger             | Filmtitel                             | Deutscher Verleihtitel                                    |
| ---- | ----------------------- | ------------------------------------- | --------------------------------------------------------- |
| 1967 | Michael Caine           | Alfie                                 | Der Verführer läßt schön grüßen                           |
| 1968 | Rod Steiger*            | In the Heat of the Night              | In der Hitze der Nacht                                    |
| 1969 | Per Oscarsson           | Sult                                  | Hunger                                                    |
| 1970 | Jon Voight              | Midnight Cowboy                       | Asphalt-Cowboy                                            |
| 1971 | George C. Scott*        | Patton                                | Patton – Rebell in Uniform                                |
| 1972 | Peter Finch             | Sunday Bloody Sunday                  | Sunday, Bloody Sunday                                     |
| 1973 | Al Pacino               | The Godfather                         | Der Pate                                                  |
| 1974 | Marlon Brando           | Ultimo tango a Parigi                 | Der letzte Tango in Paris                                 |
| 1975 | Jack Nicholson          | Chinatown The Last Detail             | Chinatown Das letzte Kommando                             |
| 1975 | Jack Nicholson*         | One Flew Over the Cuckoo's Nest       | Einer flog über das Kuckucksnest                          |
| 1977 | Robert De Niro          | Taxi Driver                           | Taxi Driver                                               |
| 1977 | Art Carney              | The Late Show                         | Die Katze kennt den Mörder                                |
| 1979 | Gary Busey              | The Buddy Holly Story                 | Die Buddy Holly Story                                     |
| 1980 | Dustin Hoffman*         | Agatha Kramer vs. Kramer              | Das Geheimnis der Agatha Christie Kramer gegen Kramer     |
| 1981 | Peter O’Toole           | The Stunt Man                         | Der lange Tod des Stuntman Cameron                        |
| 1982 | Burt Lancaster          | Atlantic City                         | Atlantic City, USA                                        |
| 1983 | Dustin Hoffman          | Tootsie                               | Tootsie                                                   |
| 1984 | Gérard Depardieu        | Danton Le Retour de Martin Guerre     | Danton Die Wiederkehr des Martin Guerre                   |
| 1985 | Steve Martin            | All of Me                             | Solo für 2                                                |
| 1986 | Jack Nicholson          | Prizzi's Honor                        | Die Ehre der Prizzis                                      |
| 1987 | Bob Hoskins             | Mona Lisa                             | Mona Lisa                                                 |
| 1988 | Steve Martin            | Roxanne                               | Roxanne                                                   |
| 1989 | Michael Keaton          | Beetle Juice Clean and Sober          | Beetlejuice Süchtig                                       |
| 1990 | Daniel Day-Lewis*       | My Left Foot                          | Mein linker Fuß                                           |
| 1991 | Jeremy Irons*           | Reversal of Fortune                   | Die Affäre der Sunny von B.                               |
| 1992 | River Phoenix           | My Own Private Idaho                  | My Private Idaho                                          |
| 1993 | Stephen Rea             | The Crying Game                       | The Crying Game                                           |
| 1994 | David Thewlis           | Naked                                 | Nackt                                                     |
| 1995 | Paul Newman             | Nobody's Fool                         | Nobody’s Fool – Auf Dauer unwiderstehlich                 |
| 1996 | Nicolas Cage*           | Leaving Las Vegas                     | Leaving Las Vegas                                         |
| 1997 | Eddie Murphy            | The Nutty Professor                   | Der verrückte Professor                                   |
| 1998 | Robert Duvall           | The Apostle                           | Apostel!                                                  |
| 1999 | Nick Nolte              | Affliction                            | Der Gejagte                                               |
| 2000 | Russell Crowe           | The Insider                           | The Insider                                               |
| 2001 | Javier Bardem           | Before Night Falls                    | Before Night Falls                                        |
| 2002 | Gene Hackman            | The Royal Tenenbaums                  | Die Royal Tenenbaums                                      |
| 2003 | Adrien Brody*           | The Pianist                           | Der Pianist                                               |
| 2004 | Bill Murray             | Lost in Translation                   | Lost in Translation                                       |
| 2005 | Jamie Foxx*             | Ray                                   | Ray                                                       |
| 2006 | Philip Seymour Hoffman* | Capote                                | Capote                                                    |
| 2007 | Forest Whitaker*        | The Last King of Scotland             | Der letzte König von Schottland – In den Fängen der Macht |
| 2008 | Daniel Day-Lewis*       | There Will Be Blood                   | There Will Be Blood                                       |
| 2009 | Sean Penn*              | Milk                                  | Milk                                                      |
| 2010 | Jeremy Renner           | The Hurt Locker                       | Tödliches Kommando – The Hurt Locker                      |
| 2011 | Jesse Eisenberg         | The Social Network                    | The Social Network                                        |
| 2012 | Brad Pitt               | Moneyball The Tree of Life            | Die Kunst zu gewinnen – Moneyball The Tree of Life        |
| 2013 | Daniel Day-Lewis*       | Lincoln                               | Lincoln                                                   |
| 2014 | Oscar Isaac             | Inside Llewyn Davis                   | Inside Llewyn Davis                                       |
| 2015 | Timothy Spall           | Mr. Turner                            | Mr. Turner – Meister des Lichts                           |
| 2016 | Michael B. Jordan       | Creed                                 | Creed – Rocky’s Legacy                                    |
| 2017 | Casey Affleck*          | Manchester by the Sea                 | Manchester by the Sea                                     |
| 2018 | Daniel Kaluuya          | Get Out                               | Get Out                                                   |
| 2019 | Ethan Hawke             | First Reformed                        | nicht bekannt                                             |
| 2020 | Antonio Banderas        | Dolor y gloria                        | Leid und Herrlichkeit                                     |
| 2021 | Delroy Lindo            | Da 5 Bloods                           | Da 5 Bloods                                               |
| 2022 | Hidetoshi Nishijima     | ドライブ・マイ・カー (Doraibu mai kā) | Drive My Car                                              |

* = Schauspieler, die für ihre Rolle später den Oscar als Bester Hauptdarsteller des Jahres gewannen